# Економічний прогресизм
Економічний прогресивізм або фіскальний прогресивізм — це політична та економічна філософія, що включає соціально-економічні принципи соціал-демократів та політичних прогресистів. Ці погляди часто ґрунтуються на концепції соціальної справедливості та мають на меті покращення умов життя людей через державне регулювання, соціальний захист та підтримку суспільних благ. Його не слід плутати з більш загальною ідеєю прогресу, пов'язаною з економічним зростанням.
Економічний прогресизм ґрунтується на ідеї, що капіталістичні ринки, залишені на самоплив з обмеженим державним регулюванням, за своєю суттю є несправедливими, оскільки надають перевагу великому бізнесу, великим корпораціям і заможним верствам населення. Прогресисти вважають, що справедливий ринок повинен призводити до нормального розподілу багатства, але в більшості країн багаті отримують дуже непропорційні доходи. Тому прогресисти виступають за контроль над ринками за допомогою державного захисту, який, на їхню думку, сприятиме висхідній мобільності, зменшенню нерівності в доходах та протидії маргіналізації. Конкретні заходи економічної політики, які вважаються прогресивними, включають прогресивні податки, перерозподіл доходів, спрямований на зменшення майнової нерівності, комплексний пакет державних послуг, універсальну охорону здоров'я, протидію вимушеному безробіттю, державну освіту, соціальне забезпечення, закони про мінімальну заробітну плату, антимонопольне законодавство, законодавство, що захищає права працівників і права профспілок, а також державу загального добробуту.
Прогресивна економічна філософія зазвичай визначається як опозиція до економічного лібералізму, laissez-faire та висновків австрійської та чиказької економіки. Багато організацій, які просувають економічний прогресизм, можна охарактеризувати як такі, що застосовують критику капіталізму до антикапіталістичних і включають принципи та політику, засновані на кейнсіанстві, марксизмі та інших лівих школах соціально-економічної думки. Економічний прогресивізм також можна розглядати як потенційну відповідь на соціальні та економічні проблеми, такі як аффлюенца, екологічний расизм, інвертований тоталітаризм, ринковий фундаменталізм, наймане рабство, «соціалізм для багатих і капіталізм для бідних», а також як контраргумент культурі капіталізму, теології процвітання і жорсткому індивідуалізму.

## Огляд
Економічний прогресизм поєднується з більш широким політичним прогресивним рухом, який виник у Західному світі наприкінці 19-го та на початку 20-го століття. У цей час рух та його ідеї безпосередньо протистояли економіці laissez-faire та зростаючій соціально-економічній нерівності, які характеризували суспільство. Термін «економічний прогресизм», особливо коли йдеться про політику прогресивного оподаткування, соціальний захист та загалом ліві економічні заходи, знаходить особливий резонанс у мові Сполучених Штатів порівняно з рештою світу. У країнах Європи системи соціального забезпечення створювалися або соціал-демократичними урядами, або більш правими урядами як поступки, щоб утримати населення від подальшого руху вліво. Тим часом у менш розвинених країнах і постколоніальних державах Африки та Азії склалася традиція запровадження систем соціального забезпечення, які допомагають населенню розвиватися за всіма соціальними та економічними показниками. Розвиток економічного прогресизму помітно відрізнявся в різних частинах світу.

## В Європі
Прогресивна економічна політика в Європі має дещо довшу історію, і багато з цих політик прямо не називаються «прогресивною політикою». У Великій Британії в Англії та Уельсі з 16-го століття діяли англійські закони про бідних. Закони проіснували в різні періоди, зазнавши кількох модифікацій, аж до 20-го століття, коли Ліберальна партія провела кілька реформ у сфері соціального забезпечення по всій країні. Ліберальні соціальні реформи 1906-1914 років посилили трудове законодавство та позиції профспілок, розширили сферу освіти та запровадили пенсійну систему для людей похилого віку, серед іншого. У Німеччині канцлер Отто фон Бісмарк створив першу в сучасному індустріальному суспільстві державу загального добробуту. Щоб обмежити вплив соціалізму і заспокоїти робітничий клас, Бісмарк використовував державний соціалізм і впровадив низку законів протягом 1880-х і 1890-х років. Серед них були Закон про захист робітників, Закон про медичне страхування, Закон про страхування від нещасних випадків та Закон про страхування по старості та інвалідності, які мали на меті підвищити добробут новоствореної німецької національної держави.
Прогресивна економічна політика держави загального добробуту значно поширилася по всій Європі в період після Другої світової війни. Це проявилося і у внутрішній політиці цих країн. У Німеччині точилася боротьба між лівими соціал-демократами та правими християнськими демократами. У Великій Британії боротьба точилася між лівими лейбористами і правими консерваторами. Соціальна держава і такі політики, як прогресивне оподаткування, з'явилися по всій Європі. Скандинавські країни стали взірцем у запровадженні високих ставок прогресивного оподаткування та широких схем соціального забезпечення в рамках своєї скандинавської моделі. Однак, розвиток неоліберальної вільної ринкової економіки призвів до занепаду прогресивної економіки наприкінці 20-го століття, особливо у Великій Британії, де за часів прем'єрства Маргарет Тетчер у 1980-х роках було ліквідовано потужні профспілки, скорочено державні видатки та посилено приватизацію, що продовжувалося впродовж 1990-х років.
Після Великої рецесії знову з'явився попит на повернення до збільшення державних видатків. Рух проти жорсткої економії, що виник під час Великої рецесії в Європі, охопив такі країни, як Греція, Іспанія та Велика Британія. Як і рух «Окупуй Волл-стріт» по той бік Атлантики, люди почали протестувати проти реакції уряду на фінансову кризу, яка передбачала скорочення державних видатків для управління бюджетним дефіцитом. Це передбачало скорочення витрат на такі заходи, як охорона здоров'я, освіта та інші соціальні виплати.

## У Сполучених Штатах
У Сполучених Штатах термін «прогресивний» часто протиставляють неоліберальній ідеології вільного ринку. Прогресивний рух виник протягом 1890-х і 1920-х років у так звану Прогресивну епоху. В рамках цього великого політичного руху, спрямованого на боротьбу з корупцією та соціальною нерівністю, було запроваджено економічну політику, яка мала на меті нейтралізувати найгірші надмірності капіталізму. Ця епоха ознаменувалася зростанням профспілок, таких як Американська федерація праці, розширенням трудових прав, прийняттям антимонопольного законодавства, спрямованого проти великих монополістичних фірм і галузей, а також збільшенням податків для вищого класу. Прогресивна економічна політика виникла як відповідь на надмірну владу великого бізнесу та концентрацію багатства і влади в руках невеликої частини суспільства впродовж Позолоченого віку. У цей період було запроваджено багато знакових економічних заходів, включаючи введення прибуткового податку в 1913 році. Податок на нерухомість також був запроваджений у 1897 році, спочатку в штаті Нью-Йорк. До 1924 року маєтки вартістю понад 10 мільйонів доларів оподатковувалися за ставкою 40%.
Під час Великої депресії 1930-х років адміністрація президента-демократа Франкліна Д. Рузвельта створила програму «Новий курс». Уряд активно залучився до стимулювання економічного зростання шляхом збільшення видатків, слідуючи кейнсіанській економічній політиці використання фіскальної політики через державні субсидії та інвестиції в різні галузі, такі як інфраструктура, сільське господарство та сировинні товари, щоб забезпечити збільшення економічного виробництва. Велика депресія у Сполучених Штатах була позначена масовим безробіттям та бідністю. Програма «Новий курс» забезпечила робочі місця завдяки інвестиціям у багато великих інфраструктурних проектів, таких як житлове будівництво, транспортна інфраструктура, державне управління та сільське господарство. Було також створено державні відомства, такі як Адміністрація громадських робіт, для нагляду за діяльністю уряду в промисловості. З того часу і до кінця 1960-х років, з програмою «Велике суспільство» президента-демократа Ліндона Б. Джонсона, уряд активно інвестував у промисловість, освіту, охорону здоров'я та загальний соціальний захист населення. Під час президентства республіканця Рональда Рейгана у 1980-х роках неоліберальна вільна ринкова економіка повернулася на чільне місце в урядовій політиці. Цей період характеризувався зростанням приватизації в промисловості, охороні здоров'я та освіті. Він також відзначився зменшенням оподаткування бізнесу та зменшенням залежності уряду від фіскальної політики, натомість все більше використовуючи монетарну політику.
Прогресивна економіка - також відома як Нова прогресивна економіка - повернулася в США на передній план суспільного дискурсу після Великої рецесії кінця 2000-х років. Невдоволення громадськості політикою уряду на користь великого бізнесу та порятунком банків призвело до виникнення руху «Окупуй Волл-стріт» (Occupy Wall Street). Згодом сенатор від штату Вермонт Берні Сандерс і його політика прогресивного оподаткування, універсальної охорони здоров'я для всіх (Medicare for All) і безкоштовної вищої освіти, серед іншого, також набули популярності по всій країні. Сандерс, який балотувався на посаду президента США від Демократичної партії на президентських праймеріз 2016 і 2020 років, програв своїм суперникам у боротьбі за номінацію. Однак за цей час його політика зросла в популярності і отримала визнання серед широких верств населення. З того часу багато інших політиків від Демократичної партії, які виступають за прогресивну економічну політику, почали набувати популярності на національному рівні. Серед них - сенатор Елізабет Уоррен, яка також прагнула здобути номінацію на посаду президента США від Демократичної партії у 2020 році, а також члени Прогресивного кокусу Конгресу. Навіть деякі члени Республіканської партії виступають за економічний прогресизм (але з використанням популістської та традиціоналістської риторики, а не риторики соціальної справедливості).